# Katarzyna Horbacz
Katarzyna Horbacz – polska matematyczka, profesor nauk matematycznych, specjalistka z zakresu teorii prawdopodobieństwa.

## Życiorys
Ukończyła studia magisterskie na Uniwersytecie Śląskim w Katowicach w 1984 roku. Stopnień doktora nauk matematycznych uzyskała tamże w 1991 roku. Habilitowała się 20 stycznia 2009 roku. Uzyskała tytuł profesora nauk matematycznych 17 kwietnia 2019 roku. Pracuje w Zakładzie Teorii Prawdopodobieństwa Instytutu Matematyki Uniwersytetu Śląskiego w Katowicach, była dyrektorką tegoż Instytutu Matematyki oraz członkinią jego Rady Naukowej.  

## Dorobek naukowy
Specjalizuje się w teorii prawdopodobieństwa. Wśród jej zainteresowań badawczych znajdują się m.in. teoria operatorów Markowa (zob. łańcuch Markowa), stochastyczne układy dynamiczne, multifraktalne własności miar niezmienniczych czy fraktale.
Publikowała artykuły naukowe m.in. w: „Asymptotic Analysis”, „Nonlinear Analysis”, „Stochastic Analysis and Applications” „Qualitative Theory of Dynamical Systems”.